# Soo di Sparta
Soo (in greco antico: Σόος?, Sòos; Sparta, ... – XI secolo a.C.?) è stato un mitico re di Sparta della dinastia Euripontide.
Secondo la tradizione era figlio di Procle e padre di Euriponte, il re eponimo della dinastia.
Secondo la testimonianza di Plutarco, durante il suo regno gli Spartani avrebbero ridotto in schiavitù gli iloti e conquistato parte dell'Arcadia